# Tonoboyo
Tonoboyo is een bestuurslaag in het regentschap Magelang van de provincie Midden-Java, Indonesië. Tonoboyo telt 2986 inwoners (volkstelling 2010).